# Salbungsstein

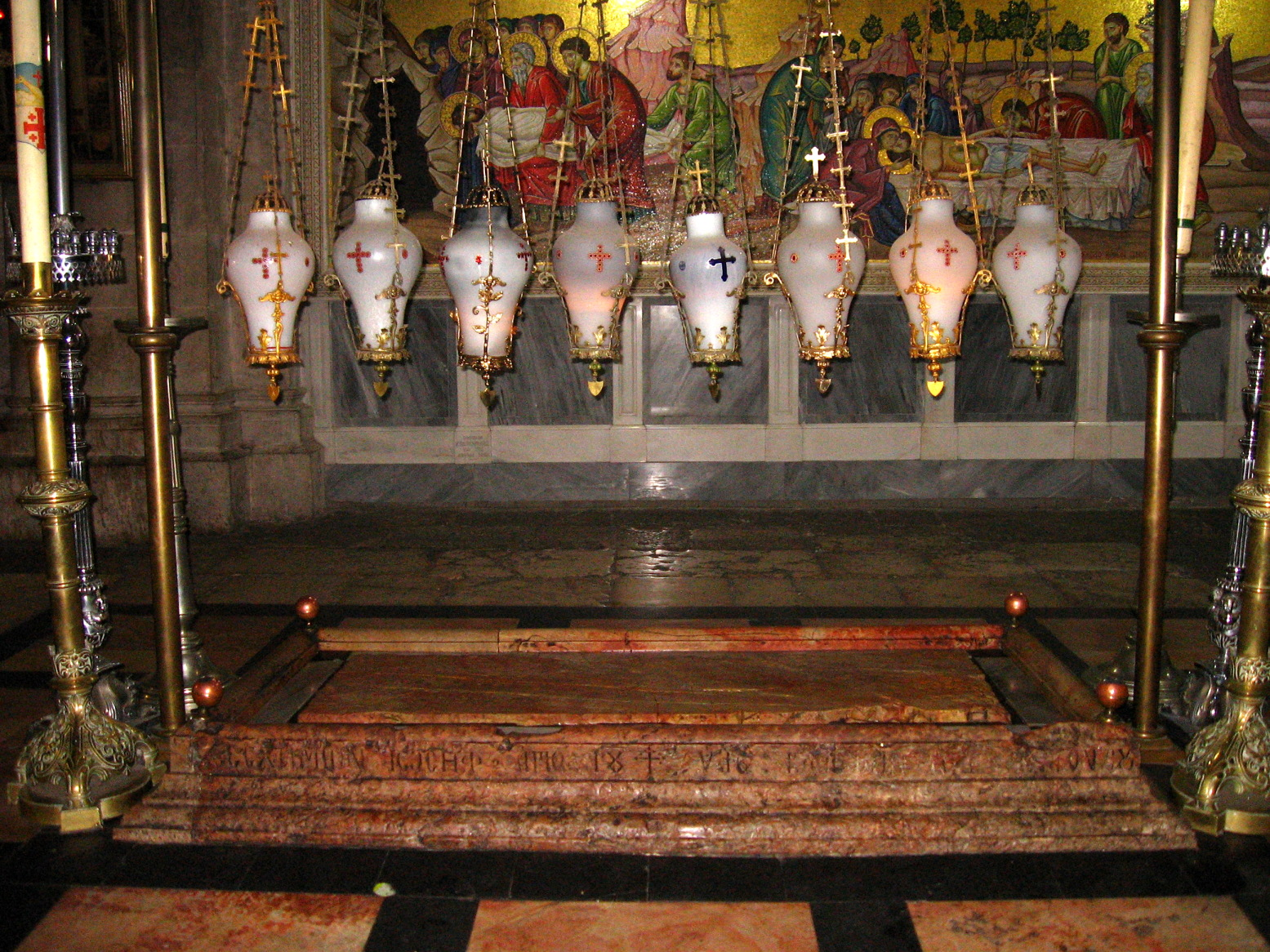
Salbungsstein mit darüber aufgehängten Ampeln, heutiger Zustand (seit 1808)

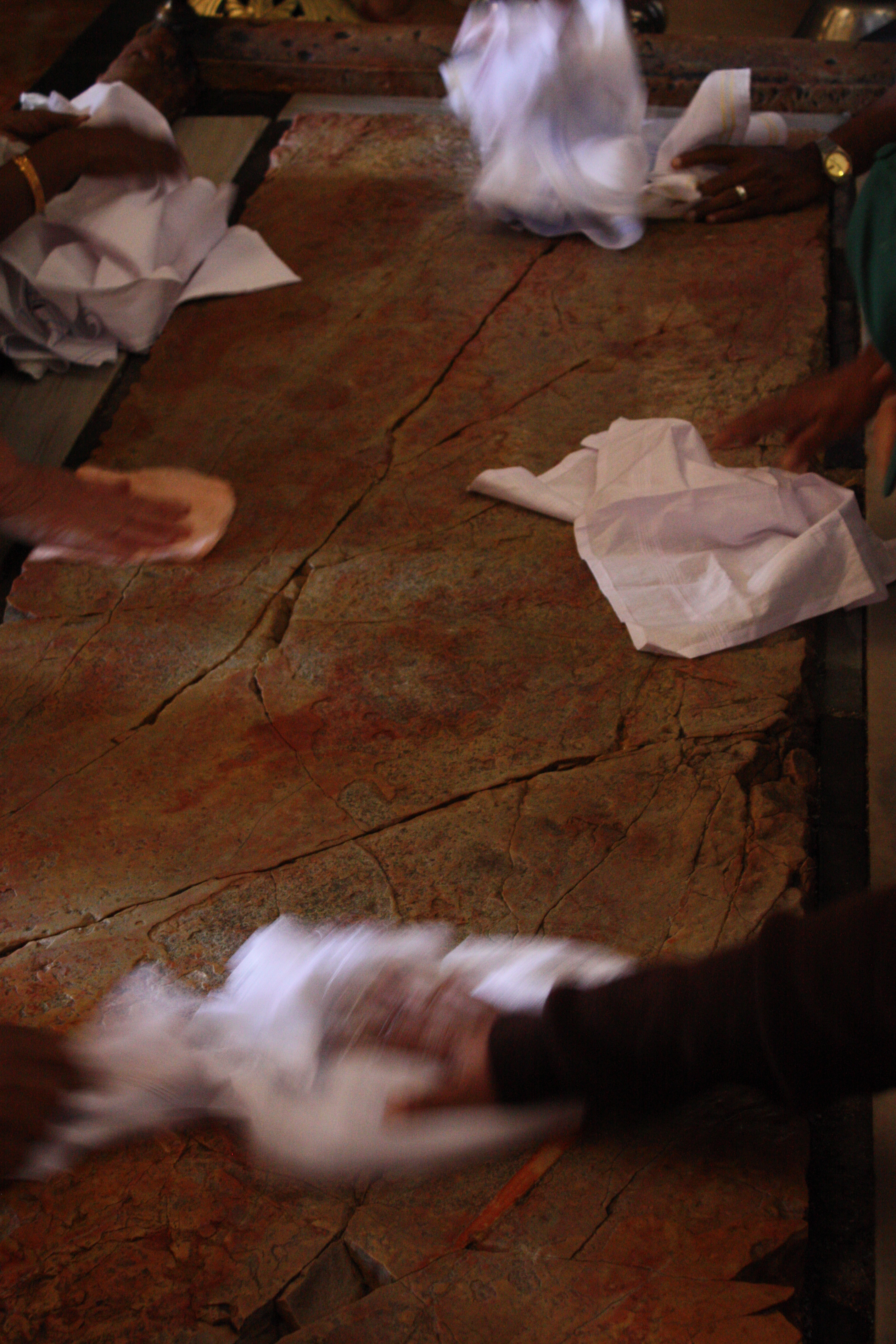
Brauchtum: Abwischen des Salbungssteins mit weißen Tüchern

Der Salbungsstein ist ein besonders verehrter Ort innerhalb der Grabeskirche von Jerusalem. Hier, direkt hinter dem Eingang, gedenken die Pilger der Salbung des Leichnams Jesu nach seiner Abnahme vom Kreuz, Joh 19,39–40 . Er ist unter folgenden Namen bekannt: petra unctionis (lateinisch), ἡ ἁγὶα Ἀποκαθήλωσις i aghia Apokathilosis (griechisch), Muchta’sal (arabisch). Er ist heute gemeinsamer Besitz der in der Grabeskirche vertretenen Konfessionen.

## Geschichte

### 12. Jahrhundert
Der Bereich des heutigen Salbungssteins befand sich ursprünglich außerhalb des Kirchengebäudes, im Atrium.
Die Architekten der Kreuzfahrerzeit verwandelten das offene Atrium der spätantiken Basilika in einen spätromanischen, kathedralartigen Bau, dessen Fassade den Eingangsbereich der heiligen Stätte bis heute prägt. Jedoch sahen die ersten Besucher der am 15. Juli 1149 neu geweihten Grabeskirche an der heutigen Stelle keinen Salbungsstein. Nach dem Durchschreiten des Hauptportals bemerkte man rechter Hand die mit einer Umschrankung hervorgehobenen Grabmäler der Könige Gottfried von Bouillon und Balduin I., dahinter die Adamskapelle und den Aufstieg zum Golgathafelsen.

#### Salbungsorte in der Grabungskirche
Der Pilger Sæwulf schrieb, dass es vor den Umbaumaßnahmen der Kreuzfahrer nahe beim Kalvarienberg eine Marienkapelle gab, wo der Salbung des Leichnams Jesu und seiner Einhüllung in Leintücher gedacht wurde. In der neu konzipierten Kreuzfahrerkirche war diese Kapelle nicht mehr vorhanden, und der Ort (locus) der Salbung wurde den Pilgern mitten im Domherrenchor (Katholikon) gezeigt – ohne einen Salbungsstein. An dieser Stelle wird heute der „Nabel der Welt“ verehrt. Eine konkurrierende Tradition verlegte die Salbung in die Heilig-Grab-Ädikula, wo eine Art Steinbank (lectus) gezeigt wurde. Die Grabeskirche der Kreuzfahrer war als Pilgerzentrum konzipiert. Die Lokalisierung der Salbung im Chorraum war deshalb für die Partizipation vieler Menschen vorteilhafter als die Lokalisierung in der Ädikula, in der nur wenige Menschen Platz hatten.

#### Salbungsstein in Konstantinopel
Das Fehlen eines Salbungssteins in Jerusalem war in gewisser Weise logisch, denn die Pantokrator-Kirche in Konstantinopel besaß als eine ihrer wichtigsten Reliquien den Salbungsstein, eine rötliche Platte von der Größe eines Menschen. Dieser Stein wurde 1169 von Ephesus nach Konstantinopel gebracht. Nach der Eroberung Konstantinopels 1204 wurde diese Reliquie auch von einigen Kreuzfahrern gesehen und scheint den Wunsch geweckt zu haben, selbst einen solchen Stein verehren zu können. Allerdings blieb die Salbungsstein-Reliquie bis zum Fall Konstantinopels 1453 an ihrem Platz.

### 13./14. Jahrhundert
Ende des 13. Jahrhunderts – Jerusalem stand unter sarazenischer Herrschaft – zeigte man den Pilgern im Eingangsbereich der Grabeskirche einen Salbungsstein. Der erste Zeuge hierfür ist Ricoldus, der 1288 nach Jerusalem pilgerte: „Sie zeigten einen Stein, wo sie den Körper ablegten, um ihn in Leinwand zu wickeln und mit Spezereien zu versehen, damit sie ihn begrüben.“
Pilgerberichte des 14. Jahrhunderts beschreiben eine flache Platte auf Bodenniveau, der Bereich um diesen Stein war mit quadratischen schwarzen und weißen Steinen gepflastert. Nach manchen Quellen hatte der Salbungsstein eine grünliche Färbung (grüner Porphyr); er ist offensichtlich nicht identisch mit dem heutigen Salbungsstein. Aber das schwarz-weiße Pflaster ist in Resten noch vorhanden. Antoninus von Cremona erwähnte um 1330 nicht nur den Salbungsstein, sondern auch, dass dieser die Maße des Körpers Christi gehabt habe: ein für die Frömmigkeit wichtiges Motiv. Der Salbungsstein wurden in den folgenden Jahrzehnten zum festen Bestandteil der Pilgerberichte und einer der bedeutsamsten Orte, die es in der Grabeskirche aufzusuchen galt.

### 15. Jahrhundert
Der Franziskanerorden vermittelte die Ikonographie des Salbungssteins nach Europa und verband ihn mit einem marianischen Motiv.
Der Pilgerbericht Felix Fabris zeigt, wie sich die biblische Tradition der Salbung mit der marianischen Tradition der trauernden Maria verbinden ließ: Josef von Arimathäa habe bei seinem Grab einen polierten Marmortisch anfertigen lassen, der bei seiner eigenen Beerdigung zur Waschung und Salbung des Leichnams hätte dienen sollen. Dieser stand nun, ebenso wie Josefs Grabkammer für den Leichnam Jesu zur Verfügung. Josef von Arimathäa und Nikodemus richteten den Leichnam für die Beisetzung her. Dabei habe Maria den Kopf Jesu in ihren Schoß gebettet, Maria Magdalena aber am Fußende Platz genommen.

### 16. Jahrhundert
Die Tradition, wonach der sichtbare Salbungsstein nicht der eigentliche Salbungsstein sei, sondern ihn schützend überdecke, ist seit der Mitte des 16. Jahrhunderts belegt.
Im Jahr 1588 stiftete Ferdinand III. einen kastenförmigen, reich verzierten Aufsatz für den Salbungsstein, der es gestattet hätte, an dieser Stelle die Eucharistie zu feiern. Jedoch verhinderten die griechischen Kleriker der Grabeskirche auf dem Rechtsweg, dass dieser metallene Aufsatz über den Salbungsstein gesetzt wurde. Sie argumentierten, dass schwangere Jerusalemerinnen nicht mehr nach altem Brauch den Stein küssen könnten, was womöglich eine Zunahme der Fehlgeburten zur Folge hätte.

### 17./18. Jahrhundert
Cornelis de Bruyn schrieb, der Salbungsstein sei ein länglicher Stein, etwa einen Fuß über dem Bodenniveau erhöht und, damit man nicht darüber laufe, mit einem eisernen Gitter eingefasst. Seit dem Jahr 1550 sei er mit einer grauen Marmorplatte abgedeckt, damit die Pilger keine Stücke mehr davon abbrechen könnten.
Der sichtbare graue Stein, welcher nach allgemeiner Ansicht eine Deckplatte über dem eigentlichen Salbungsstein war, zeigte zwei Wappen: das Wappen des Königreichs Jerusalem und das Wappen des Seraphischen Ordens. Elzearius Horn erläuterte: die Franziskaner hätten die alleinige Jurisdiktion über diese heilige Stätte und hätten „wegen der neidischen Griechen“ diese Wappen auf dem Stein angebracht, sowie auch das niedrige Metallzäunchen. Über dem Salbungsstein seien acht Ampeln aufgehängt, die folgende Konfessionen repräsentierten:
1. Armenier;
2. Griechen;
3. Kopten;
4. Abessinier;
5. Konstantinopolitaner;
6. Kustodie des Heiligen Landes (Franziskaner);
7. Syrer;
8. Moskowiter.

### 19. Jahrhundert
Nach dem Brand von 1808 wurde dieser Bereich der Grabeskirche bei der Renovierung neu gestaltet. Der graue Stein (bzw. die Deckplatte) mit den beiden Wappen der Lateiner ist seitdem verschollen. Es gab nun einen neuen Salbungsstein. Titus Tobler beschrieb ihn als eine frei zugängliche, 7¾ Fuß lange und über 2 Fuß breite Platte aus gelblichem, rot geädertem Marmor, an deren Rand eine umlaufende griechische Inschrift angebracht war.

## Liturgie

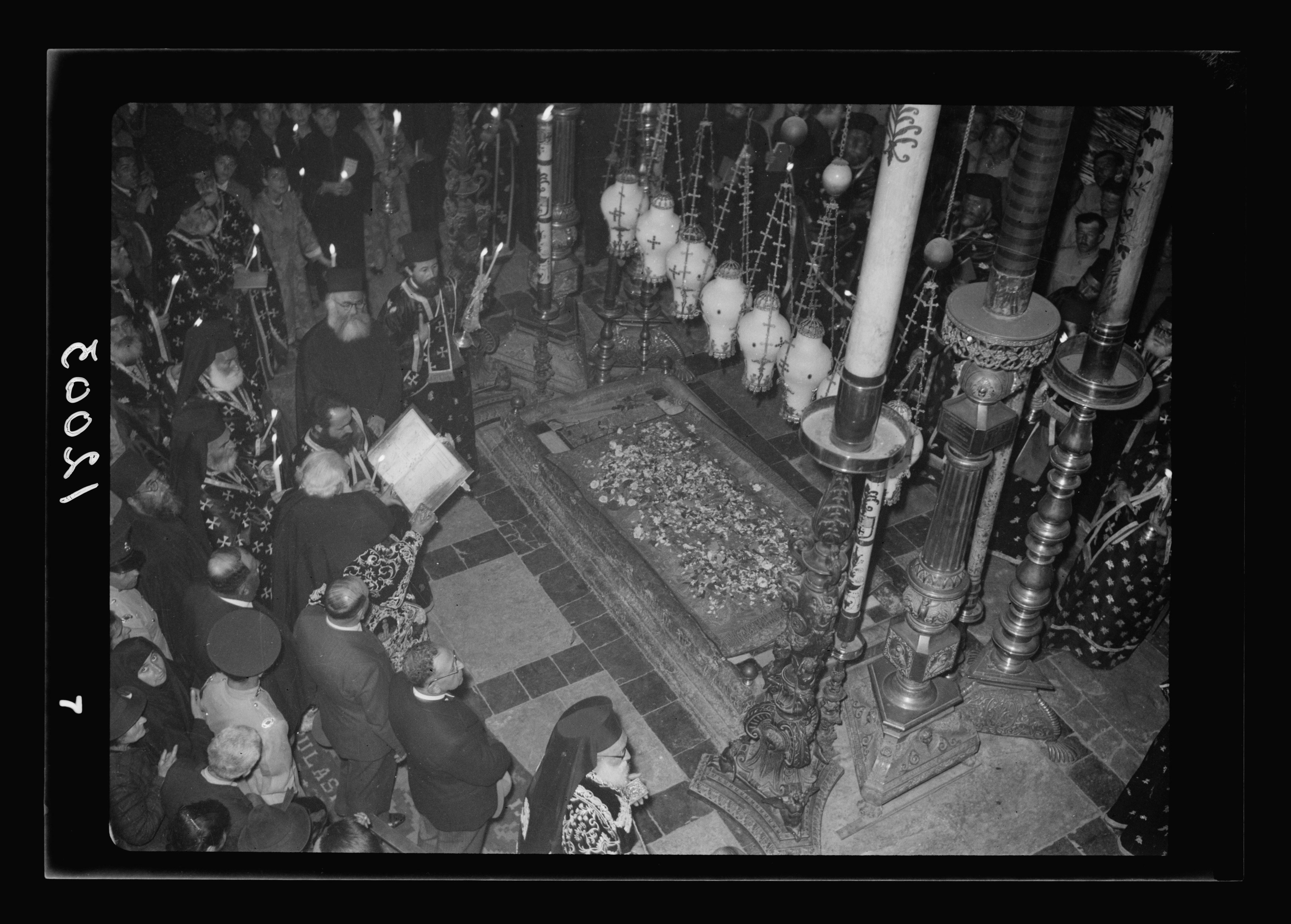
Orthodoxe Karfreitags-Liturgie am Salbungsstein (1941)

Der Salbungsstein war in die Liturgie des Karfreitags einbezogen. Im 16. Jahrhundert hatte sich passend zu den Gegebenheiten innerhalb der Grabeskirche bei den Lateinern ein eigenes Passionsspiel herausgebildet. Tobler beschrieb diese Station folgendermaßen:
Zuvor war eine bewegliche Figur, die Jesus Christus darstellte, vom Kreuz abgenommen und in ein Totentuch gehüllt worden. Die Prozession der Franziskaner näherte sich mit dieser Figur dem Salbungsstein, der mit einem weißen Leinentuch abgedeckt war; an den Ecken des Steins standen Gefäße mit Aromata. Die Figur wurde auf den Stein gelegt und ein Kissen unter ihren Kopf geschoben. Der Zelebrant sprengte Essenzen auf die Figur und zündete Räucherwerk an. Nach einem stillen Gebet und einer kurzen Ansprache wurde die Christusfigur wieder aufgenommen, und die Prozession zog mit ihr zur Heilig-Grab-Ädikula.
Dieses Ritual wird heute noch vollzogen (Video siehe Weblinks).

## Brauchtum
Der Salbungsstein wurde von den Gläubigen durch Küssen verehrt und mit Rosenwasser gesalbt. Man brachte Tuch mit, um den Salbungsstein damit auszumessen und ließ nach diesen Maßen sein eigenes Totenhemd anfertigen.

## Nachbauten

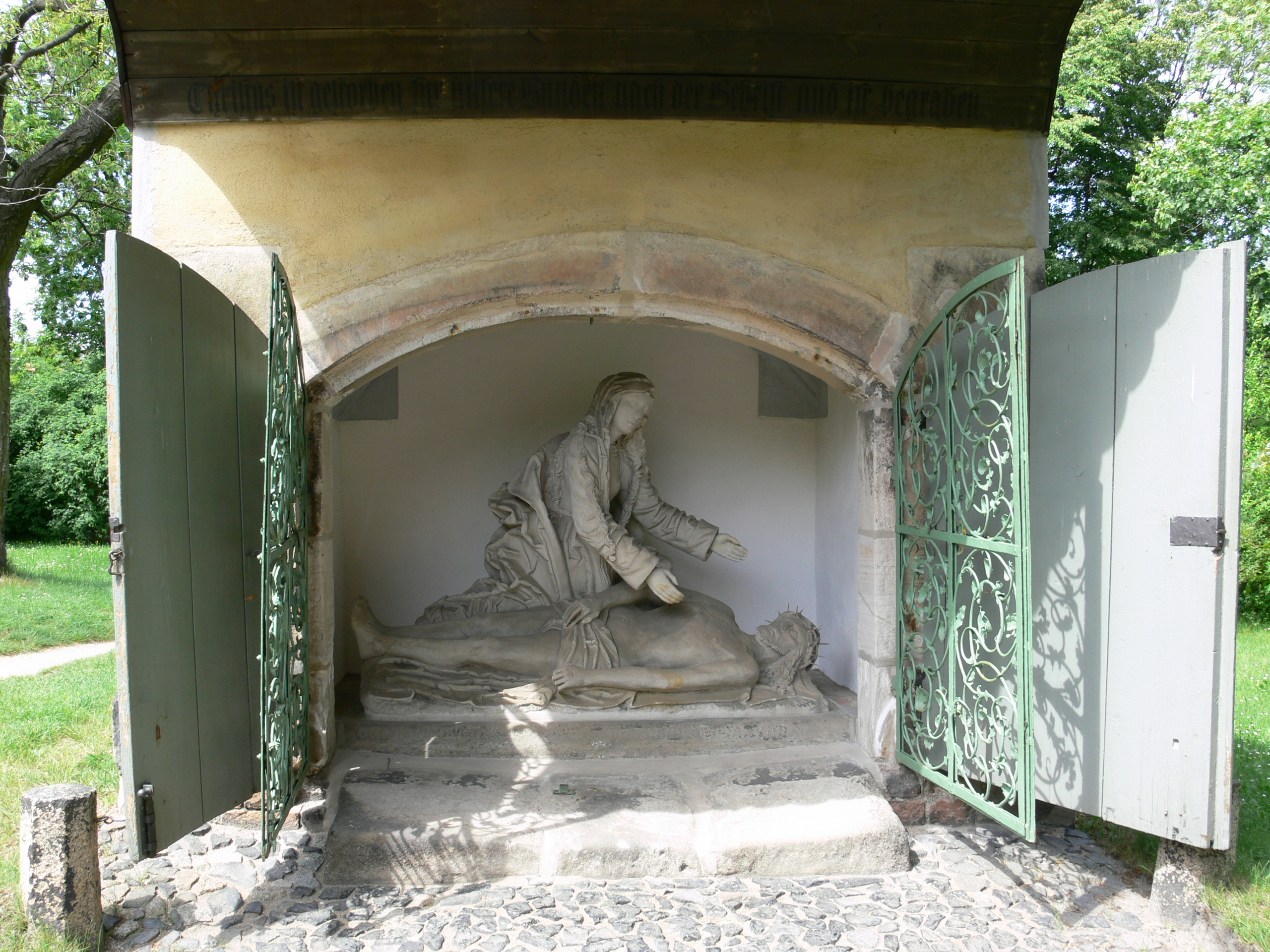
Salbhaus in Görlitz

Seit der Kreuzfahrerzeit entstanden in Europa Nachbauten des Heiligen Grabes, die nach damaligem Empfinden die Heilig-Grab-Ädikula in Jerusalem authentisch abbildeten. Diese konnten sich zu Meditationslandschaften, sogenannten Jerusalemanlagen, ausweiten.
Das bekannteste Beispiel einer Jerusalemanlage in Deutschland ist das Heilige Grab in Görlitz. Da sich die verehrten Stätten dort in einem Garten befanden, baute man für den Salbungsstein ein Salbhaus. „Es ist ein schlichtes Gehäuse mit Vordach, dessen nischenartiger Raum die steinerne Skulptur einer Marienklage birgt.“